# Roger de Salerno

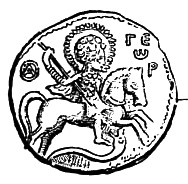
Monedă emisă de Roger de Salerno reprezentându-l pe Sfântul Gheorghe doborând balaurul (inscripția în).

Roger de Salerno (sau Roger al Principatului) (d. 28 iunie 1119) a fost regent în Principatul de Antiohia între 1112 și 1119.
Roger era fiul contelui Richard de Salerno și văr de al doilea al principelui Tancred de Taranto de Galileea, ambii participanți la Prima cruciadă. El a devenit regent al Principatului de Antiohia după moartea lui Tancred, în 1112; principele titular de la acea vreme, Bohemund al II-lea, era încă la vârsta copilărie. Ca și Tancred, Roger s-a aflat în mod aproape constant pe picior de luptă cu statele musulmane din apropiere, precum Alepul. În anul 1114, s-a înregistrat un puternic cutremur de pământ care a distrus multe dintre fortificațiile cruciate din principat, iar Roger a acordat o mare atenție pentru reconstruirea lor, în special a celor din apropierea frontierei.
Roger l-a înfrânt pe Bursuq în 1114 (bătălia de la Sarmin) și în 1115 (bătălia de la Tell Danith). Alături de Josselin I de Courtenay, contele de Edessa, Roger a supus unei presiuni militare Alepul, astfel încât orașul a fost nevoit să se alieze cu emirul artuqid Ilghazi în 1118. Ilghazi a invadat teritoriul Principatului de Antiohia în 1119 și, deși a făcut apel la ajutorul patriarhului latin de Antiohia, Roger nu a mai așteptat întăririle trimise dinspre Regatul Ierusalimului și Comitatul de Tripoli. Ca urmare, în bătălia de la Ager Sanguinis el avea sub comandă doar 700 de cavaleri (inclusiv cei 500 trimiși din Regatul armean din Cilicia) și 3.000 de pedeștri. Aproape toți aceștia au căzut în luptă, inclusiv Roger însuși. Forțele lui Ilghazi s-au împrăștiat pentru a jefui teritoriul înconjurător, fără a mai ataca Antiohia. Regele Balduin al II-lea al Ierusalimului a preluat regența asupra Principatului de Antiohia.
Domnia lui Roger a fost descrisă în Bella Antiochena (Războiul din Antiohia), cronică scrisă în limba latină de cancelarul Gautier.